# Peter og de andre kopier
Peter & De Andre Kopier med forsanger Peter Molzen (vokal & rytmeguitar) i front, er et kopiband fra Århus. Kopierne debuterede d. 19. februar 1993 på Café Huset i Haderslev og har siden 1995 optrådt professionelt med Gasolin og Kim Larsen numre i genren popmusik og rockmusik. Orkestret optræder på landets spillesteder og festivaler med ca. 100 koncerter om året.
I sommeren 1995 debuterede Kopierne på både Midtfyns Festivalen, Langelands Festivalen og på Skanderborg Festivalen, en debut som fik en forsideanmeldelse af Steffen Jungersen i BT. Debuterne udløste portrætter af bandet på de 2 nationale kanaler, DR1 og Tv2.
23. maj 1996 udkom gruppens hidtil eneste (kopi) CD "Gi' Gas!", som på 2 år blev solgt i 8.000 eksemplarer. Wili Jønsson var i studiet som assisterende producer for producer Mitch Fisherman og som "korstøtte" for Kopierne.
Bandet blev i december 1996 som de første kunstnere inviteret til Bosnien og Sarajevo af F.O.V. (Forsvarets Oplysnings- Og Velfærdstjeneste). Indtil i dag har de optrådt 15 gange for forskellige danske styrker i udlandet på steder som Afghanistan, Irak og Jugoslavien. I 2008 var bandet i Beijing, hvor de spillede til Det Danske Handelskammers årlige indsamlingsshow . Kopierne har desuden optrådt i Norge og Grønland adskillige gange.
I februar 2008 trådte Henrik Thorsen (trommer) og Lars Skygge (leadguitar) ud af orkestret og blev erstattet af trommeslager Kenni Andy Jørgensen fra BAAL og leadguitarist Henrik Berger. I 2010 blev bassist Sune Martini erstattet af Jonas Pfeiffer, Kopiernes bassist fra 1999-2007. I december 2018 fik Kopierne et femte medlem, keyboardspilleren Mikkel "Ørva" Håkonsson, fra Kim Larsen & Bellami. I januar 2021 stoppede Henrik Berger og blev erstattet af leadguitarist Jakob Schmitz Mouridsen.
 Der er for få eller ingen kildehenvisninger i denne artikel, hvilket er et problem. Du kan hjælpe ved at angive troværdige kilder til de påstande, som fremføres i artiklen.